# 立花直時
立花 直時（たちばな なおとき、寛文9年（1669年） - 享保20年6月29日（1735年8月17日））は、江戸時代の旗本。筑後国三池藩主家立花氏の分家の一つである立花甲斐守家3代目当主。幼名は惣四郎、長じて通称は源右衛門、内蔵助。父は立花種成、母は甲府藩家老藤枝方孝（日向守）の娘。弟は立花種治。正室は柳河藩重臣である立花種俊（内膳）の娘。子は立花直員や長田守乾（十右衛門）室を含め6男5女。知行は相模国大住郡内に石高500石であったが、後に蔵米500俵となる。

## 生涯
少なくとも「寛政重修諸家譜」上では、母は徳川綱重の従姉妹で徳川家光の側室である順性院の姪にあたり、直時は徳川家宣のはとこにあたる。また、叔父に藤枝方教がいた。
天和2年（1682年）7月11日に将軍徳川綱吉に初御目見えをし、元禄7年（1694年）7月11日に父・種成の家督を相続する。同時に弟の種治を分家させて相模国大住郡内200石を分知し、500石相続する。
宝永元年（1704年）6月11日に小姓組に列して小姓組番士となる。享保8年（1723年3月12日）に年ごろ怠りなく勤めたことを賞され黄金1枚を賜る。
享保17年（1732年）6月11日に請いて知行500石を蔵米500俵に変更してもらう。預かっていた松平七郎左衛門某の妻の出奔を許してしまったことで、小姓組番士から小普請へ降格処分され、享保18年（1733年）から享保19年（1734年）まで閉門となってしまう。
享保20年（1735年）6月29日に死去、享年67。法名は法山。家督は長男の直員が継ぐ。